# Ol'ga Ivanova (taekwondoka)
Ol'ga Ėrikovna Ivanova (in russo Ольга Эриковна Иванова?; Verchneural'sk, 23 marzo 1993) è una taekwondoka russa.

## Palmarès
- Mondiali

Gyeongju 2011: bronzo nei +73 kg;
Puebla 2013: oro nei +73 kg;
Cheliábinsk 2015: bronzo nei +73 kg.
- Europei

Manchester 2012: bronzo nei +73 kg.
Baku 2014: argento nei +73 kg.
Montreux 2016: bronzo nei +73 kg.
Kazan 2018: bronzo nei +73 kg.
- Giochi europei

Baku 2014: bronzo nei +73 kg.